# Liste der deutschen Bundesländer nach Ausgaben für Forschung und Entwicklung
Die Liste der deutschen Bundesländer nach Ausgaben für Forschung und Entwicklung sortiert die Bundesländer der Bundesrepublik Deutschland nach ihren Ausgaben für Forschung und Entwicklung (FuE). Angegeben ist auch der Anteil der Ausgaben als Anteil des Bruttoinlandsprodukts (Forschungsintensität) des jeweiligen Landes. Ausgaben für FuE werden im Wirtschaftssektor, im Staatssektor und im Hochschulsektor erfasst.

## Rangliste
Bundesländer sind sortiert nach ihren Ausgaben für FuE in Millionen Euro im Jahr 2019.
| Rang | Bundesland             | Ausgaben für FuE (Mio. €) | Anteil des BIP in % |
| ---- | ---------------------- | ------------------------- | ------------------- |
| 1    | Baden-Württemberg      | 30.275                    | 5,79                |
| 2    | Bayern                 | 21.706                    | 3,41                |
| 3    | Nordrhein-Westfalen    | 15.528                    | 2,16                |
| 4    | Niedersachsen          | 9.636                     | 3,14                |
| 5    | Hessen                 | 9.131                     | 3,11                |
| 6    | Berlin                 | 5.237                     | 3,34                |
| 7    | Sachsen                | 3.864                     | 3,00                |
| 8    | Rheinland-Pfalz        | 3.831                     | 2,62                |
| 9    | Hamburg                | 2.699                     | 2,18                |
| 10   | Schleswig-Holstein     | 1.657                     | 1,68                |
| 11   | Thüringen              | 1.489                     | 2,35                |
| 12   | Brandenburg            | 1.358                     | 1,82                |
| 13   | Bremen                 | 1.006                     | 3,01                |
| 14   | Sachsen-Anhalt         | 990                       | 1,54                |
| 15   | Mecklenburg-Vorpommern | 846                       | 1,81                |
| 16   | Saarland               | 674                       | 1,91                |
|      | Deutschland            | 110.025                   | 3,19                |